# Dr. Carl Mortner
Dr. Carl Mortner is een personage uit de James Bondfilm A View to a Kill (1985) gespeeld door acteur Willoughby Gray.
Zijn eigenlijke naam is Hans Glaub, een oud-aanhanger van de NSDAP, die tijdens de Tweede Wereldoorlog experimenteerde met steroïden op zwangere vrouwen, met als doel het kweken van een hyperintelligent nageslacht. Hieruit is Max Zorin geboren, waardoor Zorin hem als soort van vaderfiguur beschouwt. Mortner is voor de buitenwereld in dienst als Zorins paardentrainer. Door Mortners toedoen weten Zorins race-paarden keer op keer te winnen.
Wanneer Zorin tijdens een gevecht met Bond van de Golden Gate Bridge afglijdt, is Mortner daar getuigen van. Vanuit de zeppelin waarin hij zich bevindt, wil hij Bond met een staaf dynamiet vernietigen. Maar Bond weet de zeppelin net op tijd los te koppelen van de brug, waardoor het gevaarte naar achter kiept. Mortner die in de deuropening met de bom stond te zwaaien, valt achterover. De zeppelin ontploft met Mortner en handlanger Scarpine aan boord.